# 267.ª Divisão de Infantaria (Alemanha)
A 267ª Divisão de Infantaria (em alemão:267. Infanterie-Division) foi uma unidade militar que serviu no Exército alemão durante a Segunda Guerra Mundial.

## Comandantes
| Comandante                                  | Data                                          |
| ------------------------------------------- | --------------------------------------------- |
| General der Panzertruppe z.V. Ernst Feßmann | 26 de agosto de 1939 - 16 de junho de 1941    |
| Generalmajor Friedrich-Karl von Wachter     | 16 de junho de 1941 - 10 de novembro de 1941  |
| Generalleutnant Robert Martinek             | 10 de novembro de 1941 - 2 de janeiro de 1942 |
| Generalmajor Karl Fischer                   | 2 de janeiro de 1942 - 31 de março de 1942    |
| Generalleutnant Friedrich Stephan           | 31 de março de 1942 - 8 de junho de 1943      |
| Generalleutnant Otto Drescher               | 8 de junho de 1943 - 13 de agosto de 1944     |

## Oficiais de operações
| Hauptmann Kurt Radtke               | 1939-1 de abril de 1941                  |
| Oberstleutnant Ivo-Thilo von Trotha | 1 de abril de 1941-23 de outubro de 1942 |
| Oberstleutnant Karl-Heinz Degenkolb | outubro de 1942-?                        |

## Área de operações
| Alemanha                       | setembro de 1939 - maio de 1940 |
| Bélgica & França               | maio de 1940 - junho de 1941    |
| Frente Oriental, setor central | junho de 1941 - agosto de 1944  |